# Montjavoult
Montjavoult település Franciaországban, Oise megyében. Lakosainak száma 525 fő (2022. január 1.). Montjavoult Lattainville, Boury-en-Vexin, Delincourt, Montagny-en-Vexin, Parnes, Serans, Vaudancourt és Saint-Gervais községekkel határos.

## Népesség
A település népességének változása:
| Lakosok száma | 454  | 473  | 493  | 483  | 481  | 481  | 495  | 510  | 525  |
|               | 2013 | 2015 | 2016 | 2017 | 2018 | 2019 | 2020 | 2021 | 2022 |